# Mango Creek
Mango Creek é uma cidade do distrito de Orange Walk, Belize. No último censo realizado em 2000, sua população era de 2.929 habitantes. Em meados de 2005, a população estimada da cidade era de 3.500 habitantes.